# Wabern bei Bern
Wabern ist ein Ortsteil der politischen Gemeinde Köniz (BE), am südlichen Stadtrand von Bern zwischen Aare und Gurten.

## Geographie

Luftbild von Wabern zwischen Aare (links) und Gurten (rechts) von Werner Friedli 1967

Wabern grenzt direkt an die Stadt Bern und ist vom Bahnhof Bern aus in rund zehn Minuten mit dem Tram 9 von Bernmobil erreichbar. Der Ort liegt am Fuss des Gurtens, des Berner Hausbergs. Bei der Talstation der Gurtenbahn liegt das ehemalige Brauereigebäude von Gurtenbier. Seit 1899 führt eine Standseilbahn von Wabern auf den Gurten. Vom Berg hat man einen Überblick in die Alpen und über die Stadt Bern. Als Naherholungsgebiet ebenfalls beliebt sind der Fluss Aare und der Campingplatz Eichholz.

## Geschichte

### Name
Funde von Steinbeilen, Feuersteinpfeilspitzen oder Armreifen aus Bronze aus verschiedenen Zeiträumen lassen auf frühe Besiedelung der Gegend schliessen. Der Name Wabern wird auf die Kelten zurückgeführt. Das keltische «voberna» bedeutet «laufendes Gewässer im Wald». Das germanische «wavra» oder «wabra» bedeutet «Morast». In den frühen Schriftdokumenten finden sich folgende Varianten: Wawra, Wavre, Wabron, Wabren, Waberen und schliesslich Wabern. Die älteste Urkunde, die Wabern nennt, ist in Latein geschrieben und stammt von 1232.

Wappen von Wabern

### Wappen
Der Name Waberns ist in der frühen Geschichte Berns nicht durch den Ort, sondern durch das Geschlecht der Herren von Wabern berühmt geworden. Wie bei den von Diesbach, Wattenwyl und Graffenried handelte es sich vorerst nicht um Adelige, sondern um freie Landleute. Es wird vermutet, dass ein Spross dieses Geschlechtes von Wabern in die neu erbaute Stadt Bern zog und Burger wurde. Am bekanntesten unter seinen Nachfahren sind die vier Peter von Wabern, die beiden letzten wurden auch Petermann genannt. Der letzte von ihnen starb 1492 ohne Nachkommen. Das Wappen der Herren von Wabern, ein goldenes Andreas-Kreuz mit vier goldenen Sternen auf rotem Feld, ist noch heute das Wappen Waberns.

### Entwicklung
Die mittelalterlichen Siedlungen Gross- und Kleinwabern weit draussen vor der Stadt Bern waren Teil der Kilchhöri (Kirchgemeinde) Köniz, ab 1834 gehörten sie auch zur politischen Gemeinde Köniz. Die Bevölkerung betrieb Ackerbau in zwei Zelgsystemen und Viehwirtschaft mit Weiden am Gurten und im Belpmoos. Trotz guter Verkehrslage an der Landstrasse nach Thun konnte sich das Gewerbe bis zur Gewerbefreiheit des 19. Jahrhunderts kaum entwickeln, weil die Stadtmeister mit einer Bannmeile das Landhandwerk behinderten.
Im 18. Jahrhundert ging das rein bäuerliche Leben in Wabern zu Ende. Berner Patrizierfamilien und andere Burger hatten als Geldanlage immer wieder Wabernboden erworben und bauten darauf Höfe und Sommersitze (Campagnen). Diese wurden später zum Teil als private Ausbildungsstätten umgenutzt. Erhalten ist unter anderem die 1830–1832 erbaute Villa des Morillonguts.
1880 erfolgte eine Grenzbereinigung zwischen den Gemeinden Bern und Köniz. Dabei wurde das auf beiden Gemeinden liegende Obere Sandraingut ganz Bern zugeschlagen und nun Aarbühl genannt. Ebenso wurde die Grenze beim Kirchbühl zugunsten Berns verschoben. Die schmale und staubige Seftigenstrasse wurde nach und nach verbreitert für die fünfspännige Eilpostkutsche von Bern über Blumenstein nach Thun (Gurnigelpost) und das Rösslitram, welches die Strecke Bern, Mattenhof, Wabern bis zur Pension Montandon in Kleinwabern bediente. Von 1894 an verkehrte ein Dampftram, und per 1. Januar 1900 übernahm die Stadt Bern den Betrieb des Tramverkehrs nach Wabern. Von 1902 an fuhren alle Wagen elektrisch. Die Gürbetalbahn wurde 1901 eingeweiht. Sie fuhr zuerst nur auf der Strecke Weissenbühl–Burgistein–Wattenwil. Erst im darauffolgenden Jahr erfolgte der Anschluss nach Thun. Die Station im Weissenbühl bekam den Namen Bern–Südbahnhof.
Diese neue Verkehrsinfrastruktur beschleunigte zuerst in Grosswabern und am Gurten die Bautätigkeit. Im stillen Gut Beauregard (ab 1919 unteres Gurtenbühl) entstanden erste Häuser, und die neue Siedlung vergrösserte sich gegen den Hang hinauf. 1919 wurde das erste Haus im Eichholz gebaut, die intensive Überbauung dieses Quartiers setzte 1930 ein. In den Zwanziger- und Dreissigerjahren entstanden Häuser am Rand des Sprengergutes, am Sprengerweg und im Gossetgut an der Park- und Gossetstrasse. Im obersten Teil des Weyergutes kam es nach 1930 zum Bau der Wohnhäuser am Pappelweg, Die ersten Einfamilienhäuser auf dem Land der Grünau wurden 1932/33 an der neu geschaffenen Alpenstrasse erstellt, die vorläufig bis zu den Feldern des Maygutes reichte. Am Mattenweg setzte sich nach und nach die Überbauung fort.
Durch die stetig steigende Besteuerung des Bodens, auf dem die Campagnen standen, wurde dieser zum begehrten Bauland. Die Güter wurden ab den 1930er bzw. 1950er Jahren parzelliert und deren Villen, Pächter- und Ökonomiebauten grösstenteils abgebrochen. Sie wichen unter anderem der Gartenstadt Gurtenbühl, der Grossüberbauung Bondeli-/Funkstrasse sowie dem Einkaufszentrum Maygut und der Schulanlage Lerbermatt. Gross- und Kleinwabern wuchsen zusammen, die Infrastruktur wurde ausgebaut. 2011 zählte Wabern drei Schulanlagen der Primar- und Oberstufe, zwei Kirchen (evangelisch-reformiert 1948, römisch-katholisch 1959) sowie Sprachheil- und Sonderschulen von überregionaler Bedeutung. Trotz Arbeitsplätzen in der Industrie (u. a. Druckereien) und im Dienstleistungssektor und trotz Ansiedlung der Bundesämter für Landestopografie (1941), Metrologie (1966) und Migration (2005) ist Wabern wirtschaftlich auf Bern ausgerichtet.

### Historische Güter und Bauten
Siehe auch Liste der Kulturgüter in Köniz.

#### Sprengergut
Das älteste Landgut Waberns befand sich von Bern aus gesehen rechts beim Dorfeingang. Der erste bekannte Eigentümer war 1683 der Stiftschaffner Hans Rudolf Tribolet (1633–1694). Wann und von wem das Landhaus erstellt wurde, ist nicht bekannt. In seinem Testament vermachte Tribolet seinen Besitz zum Ärger seiner Angehörigen dem Vogt zu Yferten, Hans Rudolf von Luternau (1647–1707). Dessen Sohn, Hans Rudolf (1678–1746), verkaufte das Gut 1739 einem Waberer Bauern, welcher das Grundstück aufteilte. Das Wohnhaus mit der umliegenden Matte ging an den Insel-Chirurgen und Bernburger Emanuel Eyen (1704–1763). Später übernahm der Berner Buchdrucker Emanuel Hortin (1704–1777) das Gut und vergrösserte es durch Tausch- und Kaufgeschäfte wieder. Er hinterliess seinen Besitz zusammen mit einem kleineren Gut am Gurten seinen beiden Enkeln und deren Schwager Samuel Friedrich Lüthardt (1767–1823), der seinen Anteil dem Miterben Major Daniel Albrecht Emanuel Hortin (1765–1814) verkaufte. Alleinerbe geworden, bot dieser den Besitz 1807 an einer Versteigerung zum Kauf an. Zum Gut gehörte damals das grosse Wohnhaus, dahinter ein Brunnen und Weiher, ein Stöcklein mit Waschhaus, das Hühnerhaus, zwei Schweineställe, ein steinernes Kornhaus sowie ein Brunnen und Weiher bei einer Scheune mit Wohnung.
Neuer Besitzer wurde Gabriel Rudolf von Sinner (1764–1811), Oberamtmann von Aarberg. Fünf Jahre nach dem Tod ihres Ehemannes verkaufte seine Witwe, Maria Rosina von Sinner, geb. Wyttenbach (1768–1836), das Gut 1816 an den Zichorienfabrikanten Georg Franz Gabriel Combe. Dessen Sohn David Franz Combe liess darauf ein Fabrikgebäude für seine Leinenweberei und eine Remise mit grosser Werkstatt errichten und gestaltete das Kornhaus zu einem zweiten, kleineren Wohnhaus um. Den grössten Teil des Mattlandes verkaufte er 1826 dem Besitzer der Villa Morillon, Johann Rudolf von Frisching (1761–1838).
1834 begann ein neuer Abschnitt in der Geschichte dieses Landgutes. Der deutsche Erzieher Dr. Karl Wilhelm Bouterwek (1809–1868) eröffnete hier ein Knabeninstitut. Eine andere Quelle berichtet, dass David Combe seine Leinenweberei aufgab und in seinen Gebäuden eine Erziehungsanstalt für Knaben einrichtete. Der erste Vorsteher wurde 1834 Karl Wilhelm Bouterwek, der das Gut zwei Jahre später von Combe ersteigern konnte. Am 24. Februar 1840 zerstörte ein Grossbrand in Wabern verschiedene Institutsgebäude, die teilweise wieder aufgebaut und vergrössert wurden. 1846 wurde Bouterwek als Gymnasialdirektor nach Elberfeld berufen. Sein Nachfolger wurde Georg Gladbach (* 1811) aus Darmstadt. Er führte das Institut noch fünfzehn Jahre weiter, bevor er das Landgut an Aloys Sprenger (1813–1893), Honorarprofessor für orientalische Sprachen und Literatur an der Universität Bern, veräusserte. 1893 übernahm dessen Sohn Heinrich das inzwischen im Volksmund so genannte Sprengergut, welches er 1912 an den Glashändler und Stadtrat Fritz Böhme verkaufte.
Ab 1917 gehörte das Landgut Ernst Grindat. In dieser Zeit musste der charakteristische Zapfenzieherkamin auf dem Ostdach abgebrochen werden. Seine gewundene Form konnte nicht wieder aufgebaut werden. 1922 zeichnete der Sohn, Architekt Ernst Grindat (1892–1957), Pläne für die erste Überbauung des westlichen Areals. Dort entstanden 1923/24 zwei Zeilen mit eingeschossigen Reiheneinfamilienhäusern, die sich dem Landsitz als dominantem Gebäude gestalterisch unterordneten. Im Laufe der Jahre wurden die Nebengebäude des Sprengerguts an der Dorf- und Kirchstrasse durch moderne Wohngebäude ersetzt. Das Landhaus wurde 1957/58 abgebrochen und der noch vorhandene Boden mit Wohnblöcken überbaut. 2012 erhielt die Bauherrin eines der Reiheneinfamilienhäuser an der Sprengerweg für die sorgfältige Renovation den Denkmalpflegepreis des Kantons Bern.

#### Morillongut

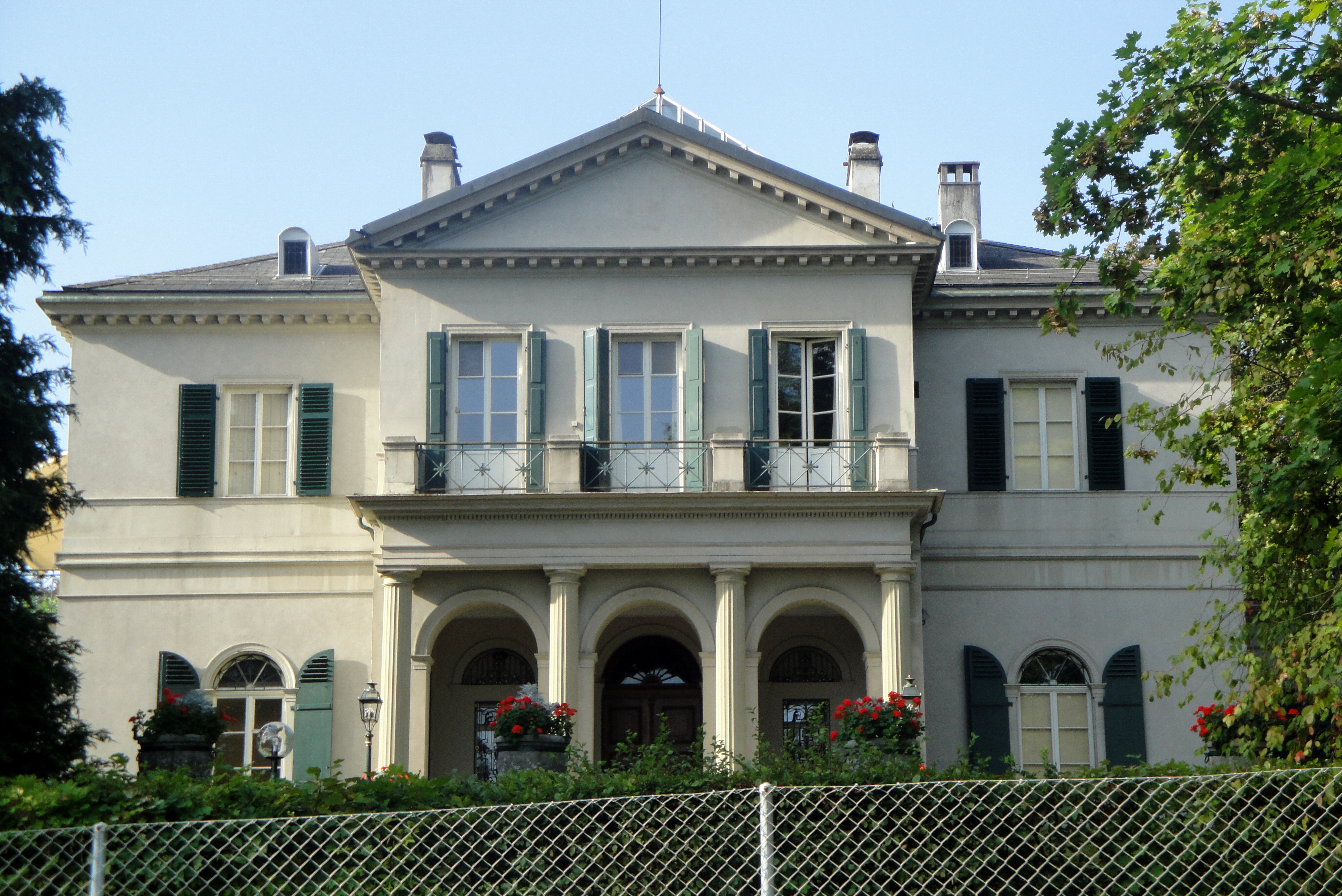
Villa Morillon

Die Villa Morillon ist eine Campagne im westlichen Teil von Wabern. 1995 wurde sie als Bauwerk von nationaler Bedeutung eingestuft. Ein Teil der Villa wird heute (2025) für kulturelle Anlässe zur Verfügung gestellt, die Parkanlage einer breiteren Nutzung zugeführt.

#### Bernau

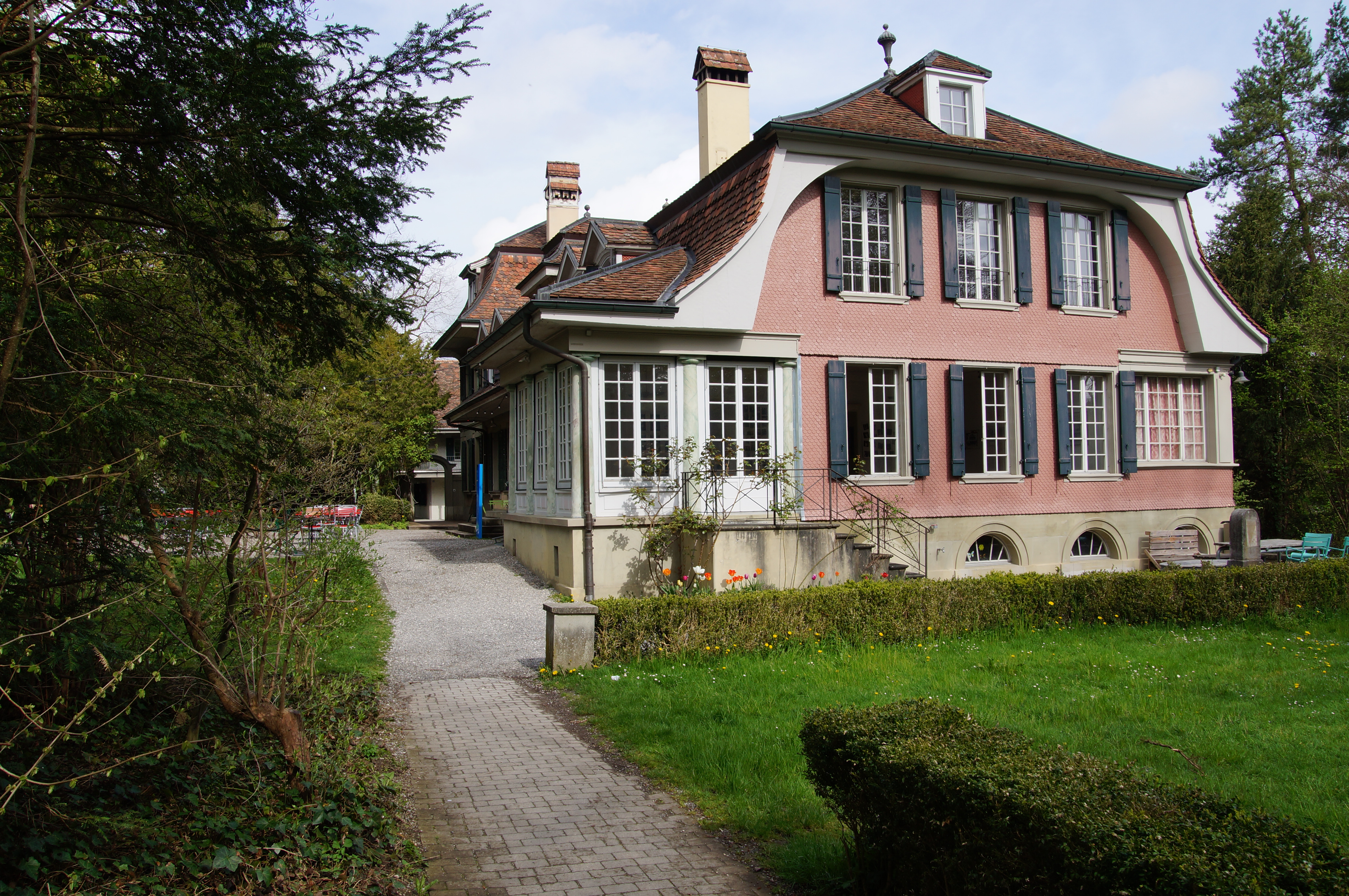
Villa Bernau

Der Landsitz Bernau, erbaut um 1760, hatte verschiedene Eigentümer, u. a. den Hauptmann und Geometer Friedrich Niklaus Lüthardt, den Sohn des Juristen Lüthardt. 1890 kaufte der Chemiker Georg Wander, Gründer der Firma Wander AG (Ovomaltine), das Gut. Sein Sohn, Dr. Albert Wander, machte sich als Unternehmer und Privatmann verdient um die Entwicklung von Wabern, stiftete den Kindergarten Gurtenbühl und das Ferienheim Weyermoos. Albert Wander baute die Campagne zur herrschaftlichen, ganzjährig bewohnten Villa aus. 1952 verkauften seine Erben Teile des grossflächigen Grundstückes, auf dem heute die Kirche St. Michael und das Primarschulhaus Wandermatte stehen, an die Gemeinde Köniz.
In den 1970er-Jahren zog sich die Familie Wander aus der Villa Bernau zurück, das Haus ging ebenfalls an die Gemeinde Köniz. Diese plante 1979/80, die alte Villa abzureissen und im Park eine Wohn- und Geschäftsüberbauung mit integriertem Dorfzentrum zu bauen. Das Vorhaben stiess bei der Waberer Bevölkerung auf breite Ablehnung. Dank deren Engagement wurde die Liegenschaft vom Abbruch verschont und stattdessen in die Liste der Kulturgüter in Köniz aufgenommen. Die Gemeinde Köniz unterstützte in der Folge die Bestrebungen zu einer öffentlichen Nutzung der Liegenschaft als Quartierzentrum und übergab die Villa Bernau 1983 einem Verein.
1985 begannen Renovationsarbeiten der Villa Bernau mit der Erneuerung sämtlicher elektrischer und sanitärer Installationen. Später erfolgte die Sanierung des Daches, der Fassaden und der Kanalisation sowie die Instandstellung der Gartenanlagen. 1988 wurde unter denkmalpflegerischen Auflagen auch der Innenraum umgestaltet. Am 16. Mai 1990 wurde sie in das Inventar der geschützten Kulturgüter aufgenommen.

#### Gossetgut
Die noch unbebauten Gassmatten (anderen Quellen zufolge auch Grossmatten genannt) gehörten 1738 Chorschreiber Johann Rudolf Fischer. 1785 verkaufte der Salzbuchhalter Gottlieb Sinner, Sohn des Johann Rudolf Sinner, die Gassmatten zusammen mit einem Speicher/Stöckli an den Waadtländer Kaufmann Georg Franz Gabriel Combe von Orbe. Dieser gilt als Bauherr des klassizistischen Landhauses Schönau. Andere Quellen bezeichnen den späteren Besitzer, Strohhutfabrikant Johann Samuel Gerber (1780–1836), als Erbauer der Villa.
1836 kaufte der Engländer Philip Robin, der in Kanada durch Pelzhandel reich geworden war und inzwischen in Bern lebte, das Gut von Gerbers Witwe Elisabeth. Er schenkte es seinem Neffen Charles Robin Gosset und dessen Frau Christine Magdalena, geb. Lehmann, zur Hochzeit. 1837 liess Charles Gosset eigens aus Kanada eingeführte Koniferen pflanzen, darunter eine Gruppe Thuja occidentalis, die in der Schweiz damals noch nicht sehr verbreitet waren. Gosset erwarb später unter anderem das eine Eichholzgut, das vorher von den Nachkommen Bendicht Scherlers geteilt worden war und erweiterte so seinen Landbesitz. An der westlichen Grundstücksgrenze eingangs Wabern liess er 1840 einen Bauernhof mit angebauter Scheune, einen Wagenschopf und Stallungen errichten. Von den Vorbesitzern stammt bereits ein kleiner Landschaftsgarten, um 1832 auch ein Gewächshaus und eine Orangerie.

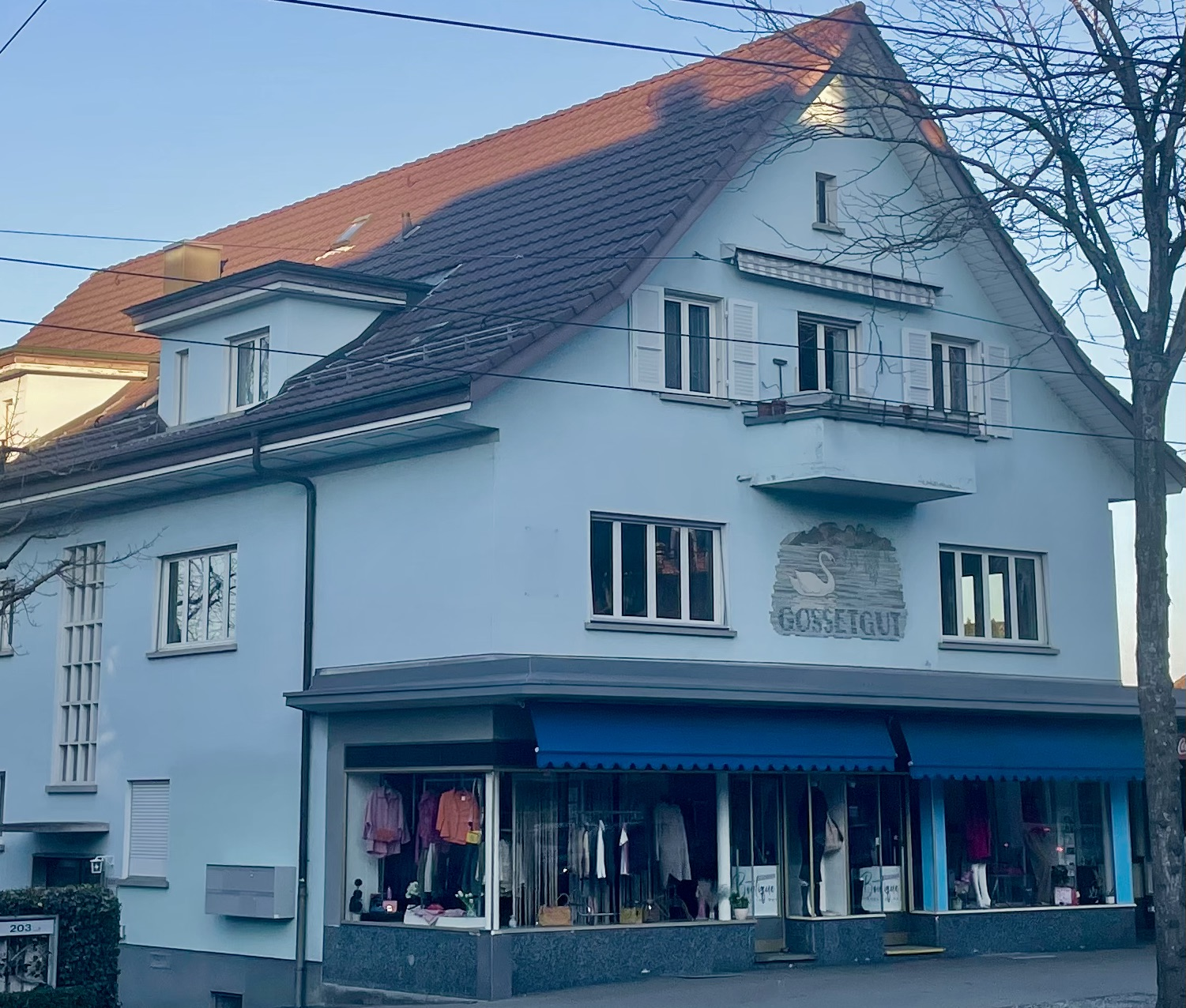
Erinnerung an den Schwanenbrunnen als Mosaik an der Hausfassade

Eine zweite Pflanzenlieferung aus Kanada 1855 bildete möglicherweise den Grundstock für die Canadische Baumschule. Sie wurde von Ingenieur Philipp Gosset, Charles Gossets Sohn, 1864 gegründet. Es handelte sich um eine eigentliche Versuchsbaumschule, die mehrmals umgestaltet und erweitert wurde. Besonderheiten des Gossetguts waren unter anderem ein Alpinum mit Findlingen vom Gurten, in Pinienform geschnittene hochstämmige Buchsbäume, der am Eingang der Villa Schönau stehende  Schwanenbrunnen, der nierenförmige Weiher sowie die wie eine Festungsmauer mit Schiessscharten und Türmen versehene Thujahecke längs der Landstrasse. 1905 gingen Teile der Baumschulanlage durch den Bau der Gaswerkbahn verloren, deren Trassee durch den nördlichen Teil des Gossetguts führte. 1909 liess Philipp Gosset an der Schönau einen Bürotrakt mit einer künstlichen Ruine aus Kalktuffstein anbauen. Die Steine stammten vom Abbruch der 1470 erbauten Sensebrücke bei Neuenegg im Jahr 1891.

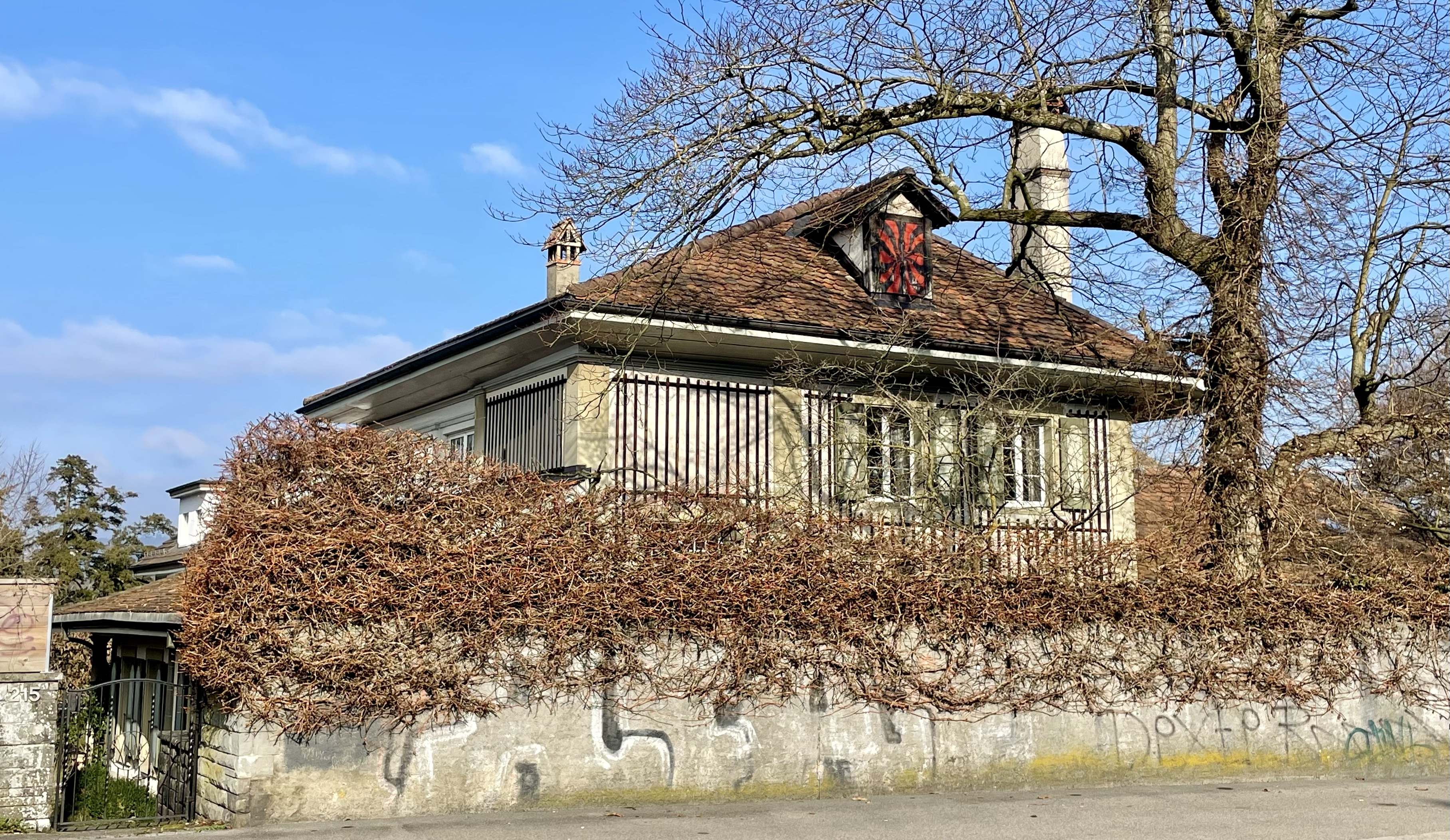
Historischer Wohnstock des ehemaligen Gossetguts

Nach Gossets Tod liess seine Witwe das Grundstück parzellieren und verkaufte das Land ab 1930 dem Berner Baukonsortium Bracher & Co. Die Familie behielt einzig die unmittelbare Umgebung des Wohnhauses mit dem nierenförmigen Weiher sowie das "Stöckli". 1948 gestaltete Hector Gosset die verbliebene Gartenanlage nochmals um, bevor er die Schönau mit der bewohnbaren "Ruine" vor seiner Auswanderung nach Amerika verkaufte. Der Gärtnermeister Wilhelm Utess führte die Canadische Baumschule im Sinne Philipp Gossets bis zum vollständigen Verkauf des Gutes weiter. Danach verlegte er die stark verkleinerte Baumschule ins Eichholz. 1954 wurden die Gebäude wegen einer Überbauung abgerissen. Nur der renovierte Wohnstock mit der Veranda an der Seftigenstrasse 215 besteht heute (2025) noch.

#### Weyergut
Hauptmann Johannes Müller, Metzgermeister und Burger zu Bern, war während langer Zeit Eigentümer des Weyergutes und liess 1731 den herrschaftlichen Wohnstock bauen. Witwe Müller, geb. Roder, übergab das Landgut ihrem Schwiegersohn, Abraham von Jenner, Landvogt von Grandson. Dieser verkaufte das Weyergut 1816 an die Zunftgesellschaft zum Affen. 1833 ging das Gut an den Könizer Gemeinderat Bendicht Schneider und anfangs des 20. Jahrhunderts an die Familie Wagner über.
Der herrschaftliche Landsitz besteht aus dem Wohnstock mit Barockgarten, einem Ofenhaus mit Kornhaus und Melkerwohnung sowie einer grossen Scheune mit Wohnteil. Dieser wurde im 19. Jahrhundert erneuert, vergrössert und so zum Bauernhaus umgewandelt. Der Hof wird flankiert von einer Scheune aus dem 20. Jahrhundert sowie einem Sodbrunnen und einem Lindenbaum. Diese für einen bernischen Landsitz typische Baugruppe an der Weyerstrasse ist bis heute (2025) vollständig erhalten und steht unter Denkmalschutz. Um 2017 gelang es, bei der Totalsanierung und Umnutzung des Bauernhofs zu Wohnzwecken den Denkmalschutz mit modernen Komfortansprüchen zu verbinden. In den umgebauten Gebäuden entstanden neun Wohnungen mit Minergie-Standard und 100 % erneuerbaren Energien – dies unter Bewahrung des alten Landgut-Charakters.
Das Grundstück ausserhalb des historischen Landsitzes war Bauland. Nach 1930 wurden im oberen Weyergut Wohnblöcke am Pappelweg errichtet. 1950 entstand die Siedlung Sonnmatt auf dem Hang des Weyergutes an der Sonnmatt- und Alpenstrasse. Das Landstück zwischen Eichholzstrasse und Giessenweg wurde 1963 überbaut und 1976 wurde das Alters- und Pflegeheim Weyergut-Bethanien eingeweiht. In den 80er-Jahren gab es weitere Überbauungspläne für die Restfläche des Weyergutes. Dagegen wehrte sich die Bevölkerung, nur die verdichtete Wohnsiedlung Mohnstrasse sollte noch zugelassen werden. In der Volksabstimmung 1989 wurde die Auszonung der verbliebenen 12 ha mit grosser Mehrheit beschlossen.

#### Nobshaus / Wabernstock

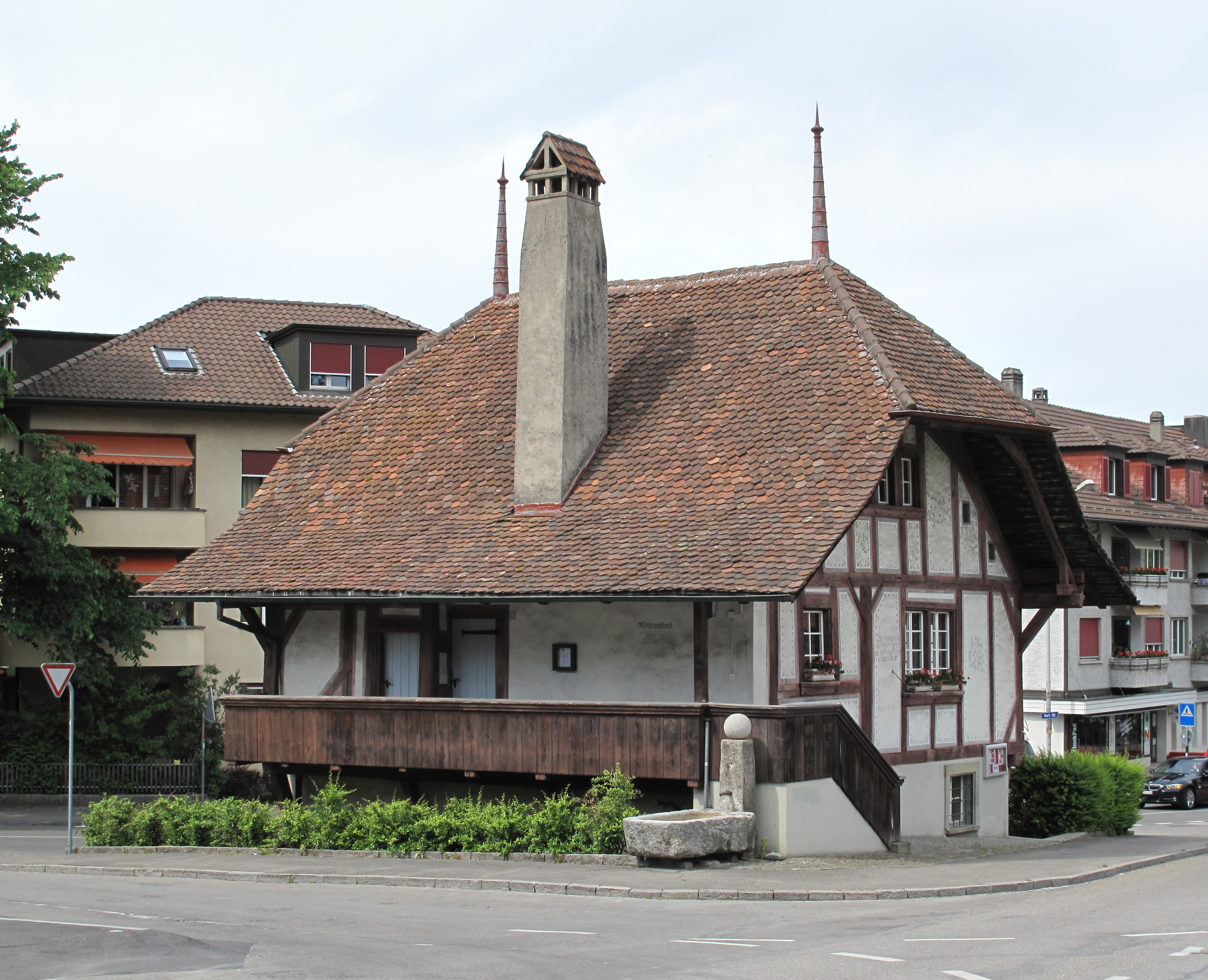
Nobshaus (2012)

Der auffallende Fachwerkbau an der Verzweigung Dorf-/Kirchstrasse ist einer der letzten und der älteste Zeuge des historischen Dorfkerns von Wabern bei Bern. Der Wohnstock von 1587 wurde 1673 (andere Quellen 1674) und 1963 restauriert. Dies brachte zierliche Arabesken, das Christusmonogramm IHS, Sprüche, eine Sonnenuhr und die wichtige Zahl des Baujahres 1587 hervor. Der Erbauer ist unbekannt.
Erst von 1768 an sind die Eigentümer bekannt: Es waren Schneider-, Schuhmacher- und seit 1876 Bäckermeister. Aus dieser Zeit scheint der übergrosse Kamin zu stammen. Vor dem Kauf durch die Gemeinde Köniz 1939 war das Haus während sechsunddreissig Jahren im Besitz der Bäckersfamilie Nobs und hatte im Volksmund den Namen Nobshaus erhalten. Als neu getaufter Wabernstock (Wabernstöckli) ist es aus der Renovation 1963 hervorgegangen. Seine heimelige Dorfstube mit Nebenstübli und Küche dient heute für kleinere Anlässe. Zweckmässig eingerichtete Räume beherbergen die Freizeitwerkstätte und die Webstube. Seit 1964 pflegt, betreut und verwaltet ein Verein das Wabern-Stöckli.

### Gaswerkbahn
Von 1906 bis 1967 führte die Gaswerkbahn Kohlen vom Bahnhof Wabern ins Berner Gaswerk Lindenau an der Sandrainstrasse. Der Transport erfolgte über ein Anschlussgleis der 1901 eröffneten Gürbetalbahn GTB (ab 1944 Gürbetal-Bern-Schwarzenburg-Bahn GBS). Kurz nach dem Bahnhof führten zwei Anschlussgleise zu Industriegebäuden an der Werkgasse. Der 2,5 km lange Schienenweg mit einer Steigung von 35 ‰ wurde trotz des Widerstands einiger Landbesitzer wie Philipp Gosset gebaut. Der Besitzer der Canadischen Baumschule musste 1905 einen Teil seines Grundstückes abgeben.
Am 1. Mai 1908 erhielt das Gaswerk eine eigene Lokomotive, eine Nassdampf-Lokomotive der Schweizerischen Lokomotiv- und Maschinenfabrik Winterthur (SLM) mit der offiziellen Bezeichnung E 3/3. Sie soll am 2. Juni 1953 zu Ehren von Elisabeth II. den Namen "Lisebethli" (später "Lise") erhalten haben, weil die Verabschiedung des langjährigen Lokführers und die Übergabe an den neuen Dampfmeister Ernst Haefeli am selben Tag stattfand, als Elisabeth zur Königin gekrönt wurde.
Im Juni 1961 wurde die Dampflokomotive durch eine 40 Tonnen schwere Diesellok ersetzt. Sie besorgte von nun an den Kohletransport ins Marzili und den Rangierbetrieb in Wabern. Als Bern 1967 an den Gasverbund Mittelland angeschlossen wurde, wurde keine Kohle mehr benötigt und die Gaswerkbahn hatte ausgedient.

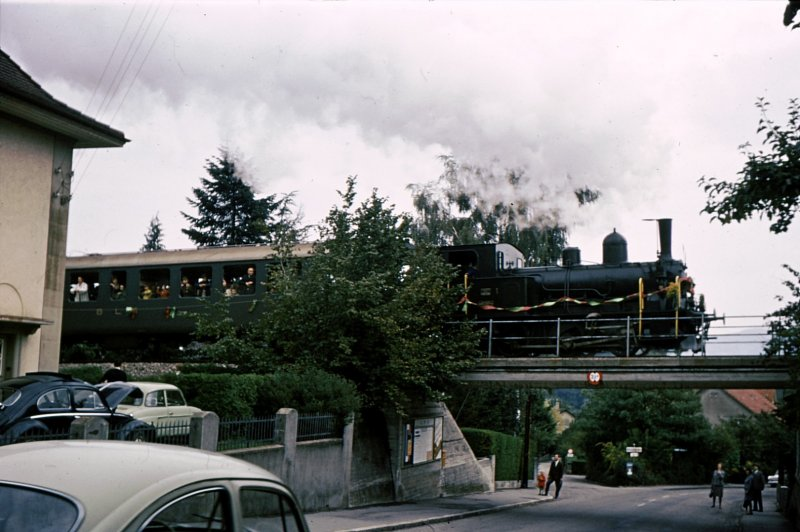
Gaswerkbahn auf der Brücke über der Eichholzstrasse

Am Waberer Herbstfest vom 31. August und 1. September 1968 waren die Extrazüge mit der alten Dampflokomotive "Lise" auf dem Trassee der Gaswerkbahn eine derart grosse Attraktion, dass beschlossen wurde, die Lok zu erhalten. Nach der Revision durch Lernende der Firma WIFAG Maschinenfabrik AG wurde "Lise" 1993 von der Stadt an den Verein Dampfbahn Bern übergeben.
Die Schienen der aufgegebenen Gaswerkbahn wurden grösstenteils entfernt und das ehemalige Bahnareal an Private verkauft. Trotzdem ist der Streckenverlauf 2011 noch gut nachvollziehbar. Der untere Teil des Trassees dient heute (2025) als Spazier- und Veloweg. Der Schienenweg kreuzte dann die Gossetstrasse und führte in einem grossen Bogen via Brücke über die Eichholzstrasse weiter bis hinauf zum Pappelweg, wo das Trassee auf der Höhe der Hausnummer 300 die Seftigenstrasse überquerte und anschliessend durchs Gewerbequartier weiter zum Bahnhof Wabern bei Bern führte. 
Seit 2023 besteht zwischen dem Bahnhof Wabern und Kleinwabern ein Fuss- und Veloweg, welcher weitgehend entlang der Bahngeleise führt. Bis 2019 waren auf dem Abschnitt bis zum Logistikzentrum des Schweizerischen Roten Kreuzes noch ehemalige Gleise der Gaswerkbahn zu sehen. Reststücke der Anschlussgleise sowie ein Prellbock sind beim SRK-Gebäude erhalten geblieben.

## Kultur

### Gurtenfestival

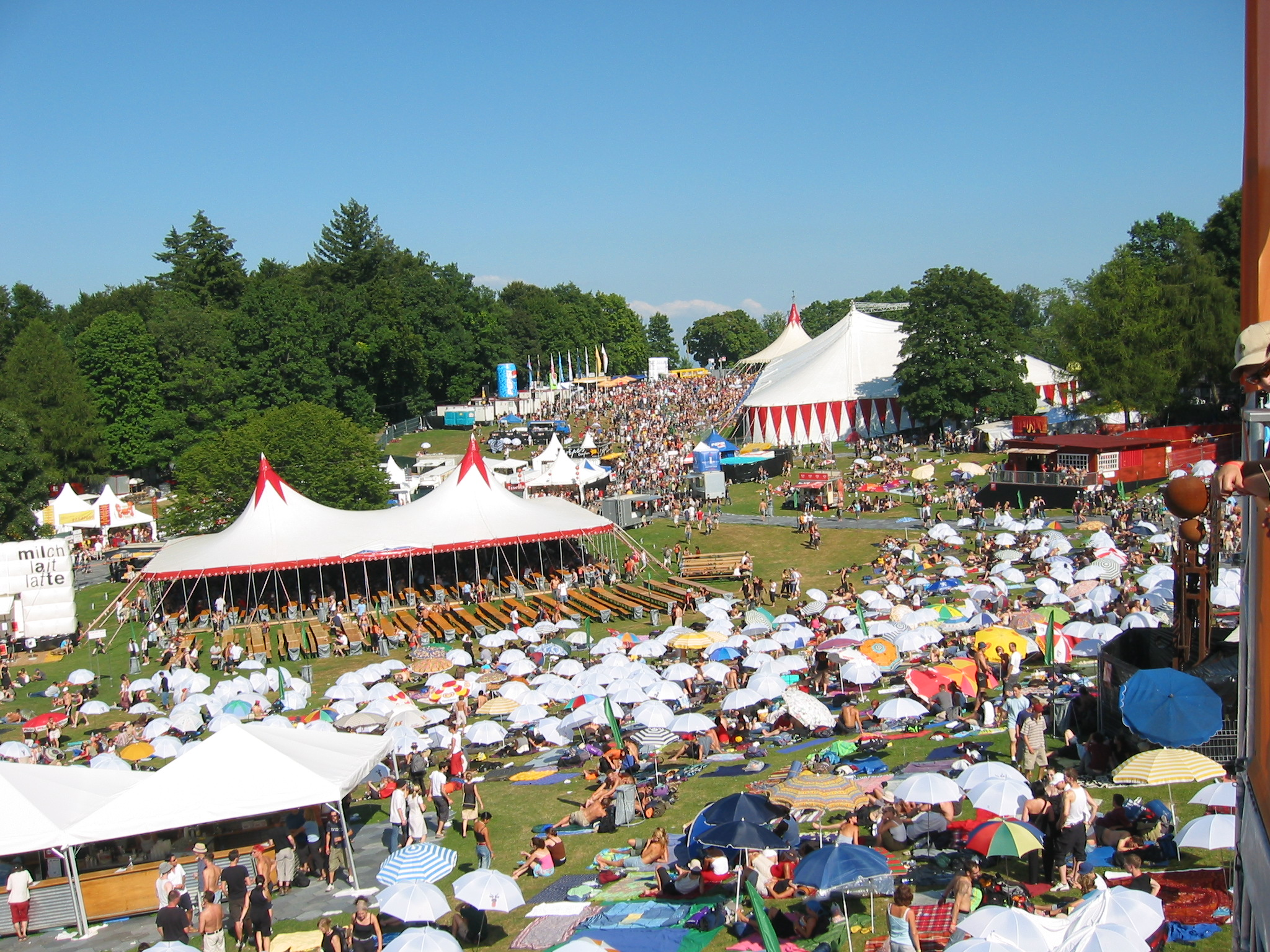
Festivalgelände auf dem Gurten

Jeden Sommer findet auf dem Gurten das mehrtägige Gurtenfestival statt.

### Villa Bernau

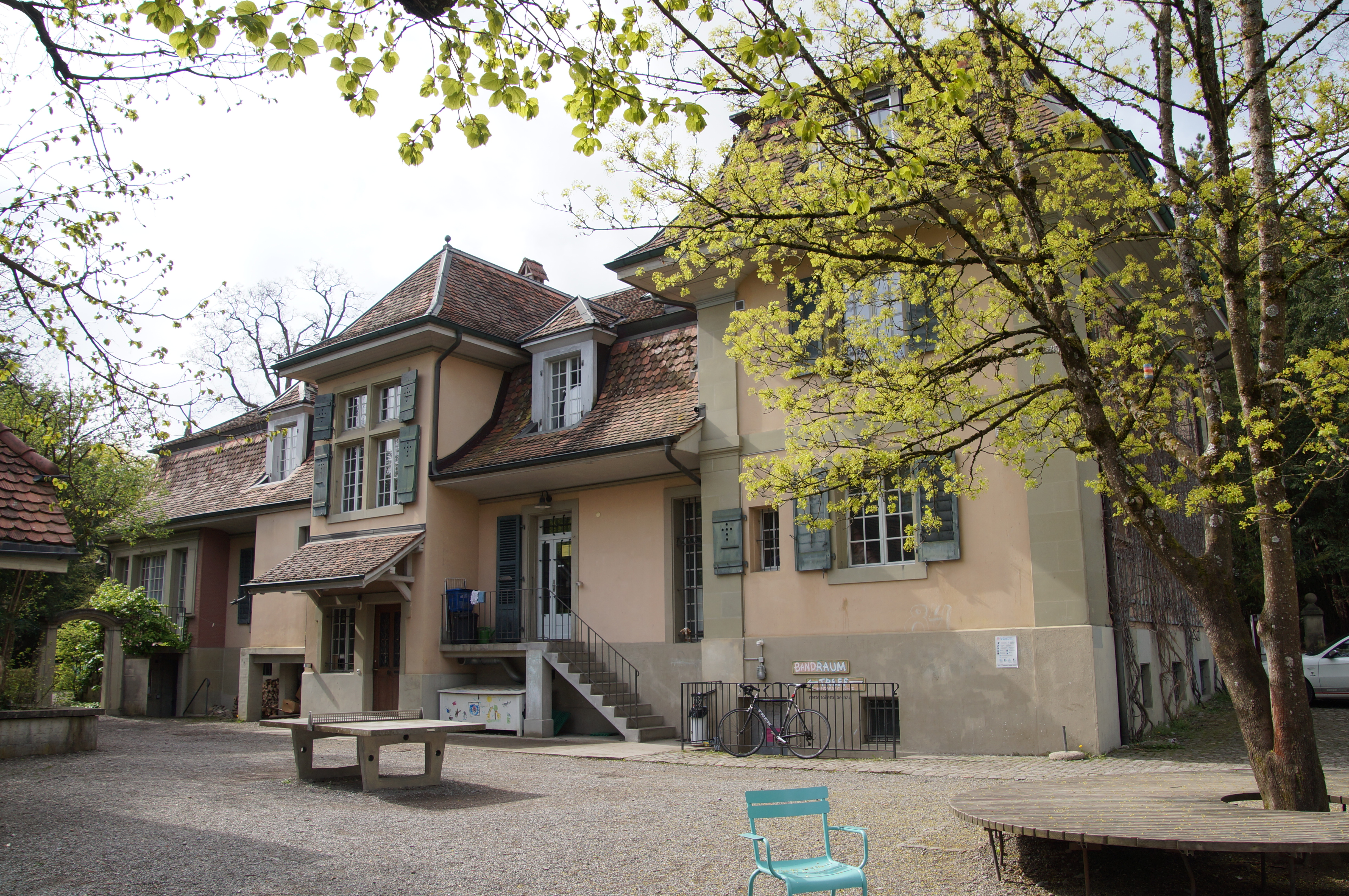
Die Villa Bernau, Kultur- und Quartierzentrum

Mitten in Wabern befindet sich das Kultur- und Quartierzentrum Bernau. Die Villa Bernau stammt aus der Zeit, als die Berner Patrizier gern die Sommermonate auf ihren Campagnen verbrachten. Seit 1983 ist das frühere Herrenhaus deshalb ein öffentliches und offenes, multikulturelles Quartierzentrum, das von einem Trägerverein verwaltet wird. Dieser führt das Quartierzentrum im Auftrag der Gemeinde Köniz, die auch Besitzerin der Villa und des Areals ist. Der Verein verwaltet zudem im Auftrag der Stiftung «Piccola Bernau» das Nebenhaus, Chalet Bernau, das vor allem für Angebote und Einrichtungen für Kinder reserviert ist. Der Verein ist als gemeinnützige Organisation anerkannt. Das Vereinsziel besteht darin, soziokulturelle Ideen, Projekte und Bedürfnisse der Waberer Bevölkerung aufzunehmen und zu unterstützen, ihnen Raum zu verschaffen und zur Verwirklichung zu verhelfen. Die Villa bietet ein reichhaltiges Angebot an Kursen und kulturellen Veranstaltungen an, im Parterre befindet sich ein Bistro, und die Räumlichkeiten können für Privatfeste gemietet werden. 2023 feierte das Quartierzentrum sein 40-jähriges Jubiläum.

### Heitere Fahne

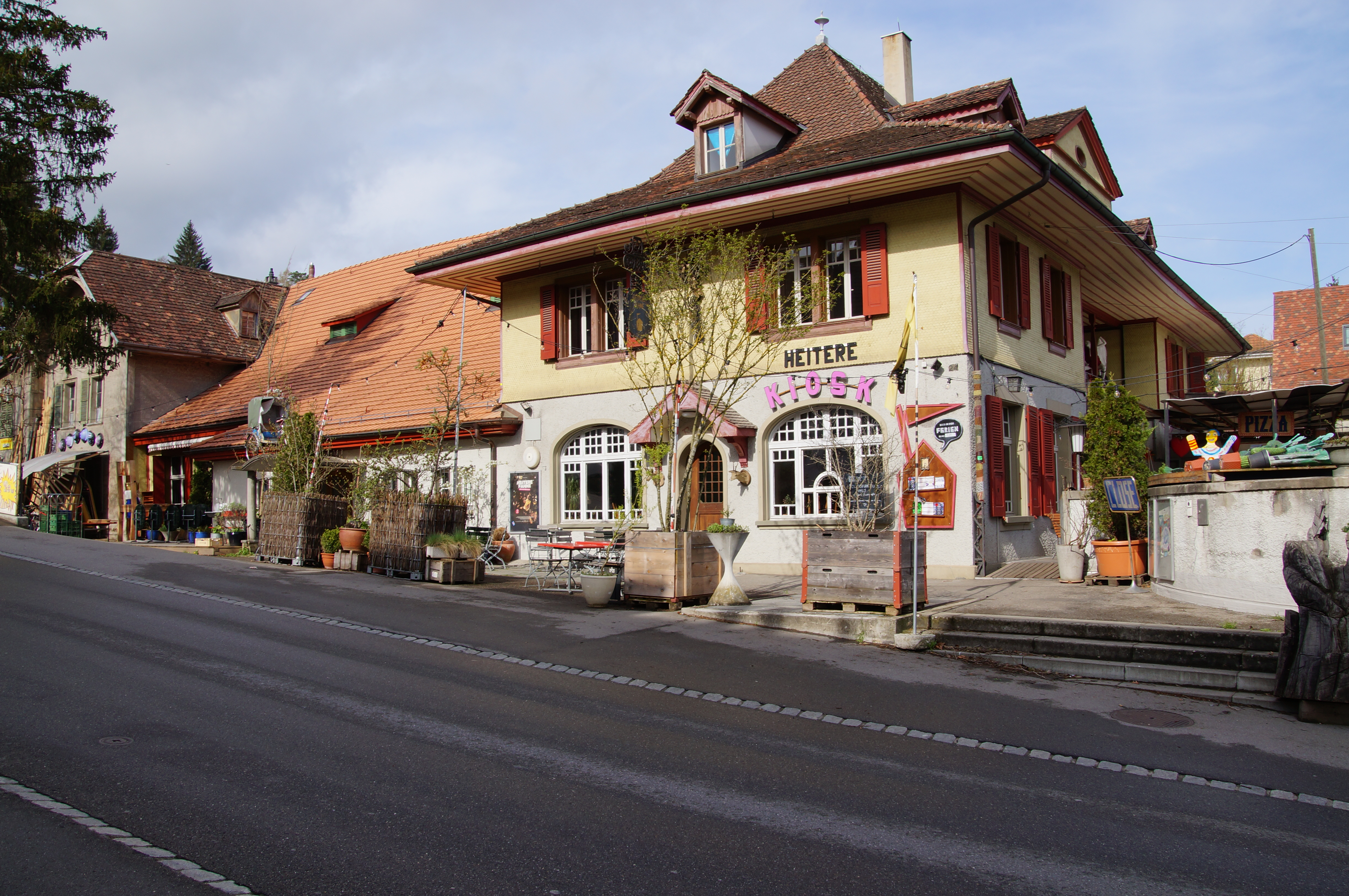
Gasthaus Brauereiwirtschaft, heute "Heitere Fahne", Wabern, Dorfstrasse 24

Am Fusse des Hausbergs Gurten steht die 1850 erbaute Dorfwirtschaft. Sie wurde 1870 von der Gurtenbrauerei mit einem Theatersaal zum Gasthaus «Brauereiwirtschaft» ausgebaut. Heute (2025) befindet sich hier die Heitere Fahne – die Idealistenkiste. Sie bietet Kultur, Theater und Gastronomie. Der inklusive Charakter des Ortes ist geprägt durch die Mitarbeit und Offenheit von Projekten für Menschen mit und ohne Behinderungen, Menschen mit Migrationshintergrund, Kinder und Jugendliche, Menschen mit psychischen Herausforderungen sowie Menschen, die sich in sozial schwierigen oder abhängigen Situationen befinden.

## Vereine und Organisationen

### Vereinskonvent Wabern Spiegel
Der Vereinskonvent Wabern Spiegel ist ein Zusammenschluss von gut 45 Vereinen und Organisationen aus Wabern und Spiegel, einschliesslich der angrenzenden Ortsteile Steinhölzli und Blinzern. Er fördert die Zusammenarbeit und wahrt die Interessen der Bevölkerung des Organisationsgebietes.
Der Vereinskonvent Wabern Spiegel ist auch Herausgeber der Zeitschrift Wabern Spiegel.

### Wabern-Leist
Die Ortsvereine, Quartiervereine und Leiste in der Gemeinde Köniz sind Anfang des 20. Jahrhunderts entstanden. Der heutige Wabern-Leist ist ein Zusammenschluss des Quartier-Leists Wabern (gegründet vor 1920) und des Maygut-Kleinwabern-Leists (gegründet 1952) sowie der WAP (Wabern Arbeits- und Planungsgruppe, gegründet 1979). Diese drei Vereine haben sich im Jahr 1993 zum Wabern-Leist zusammengeschlossen.

## Kirchen

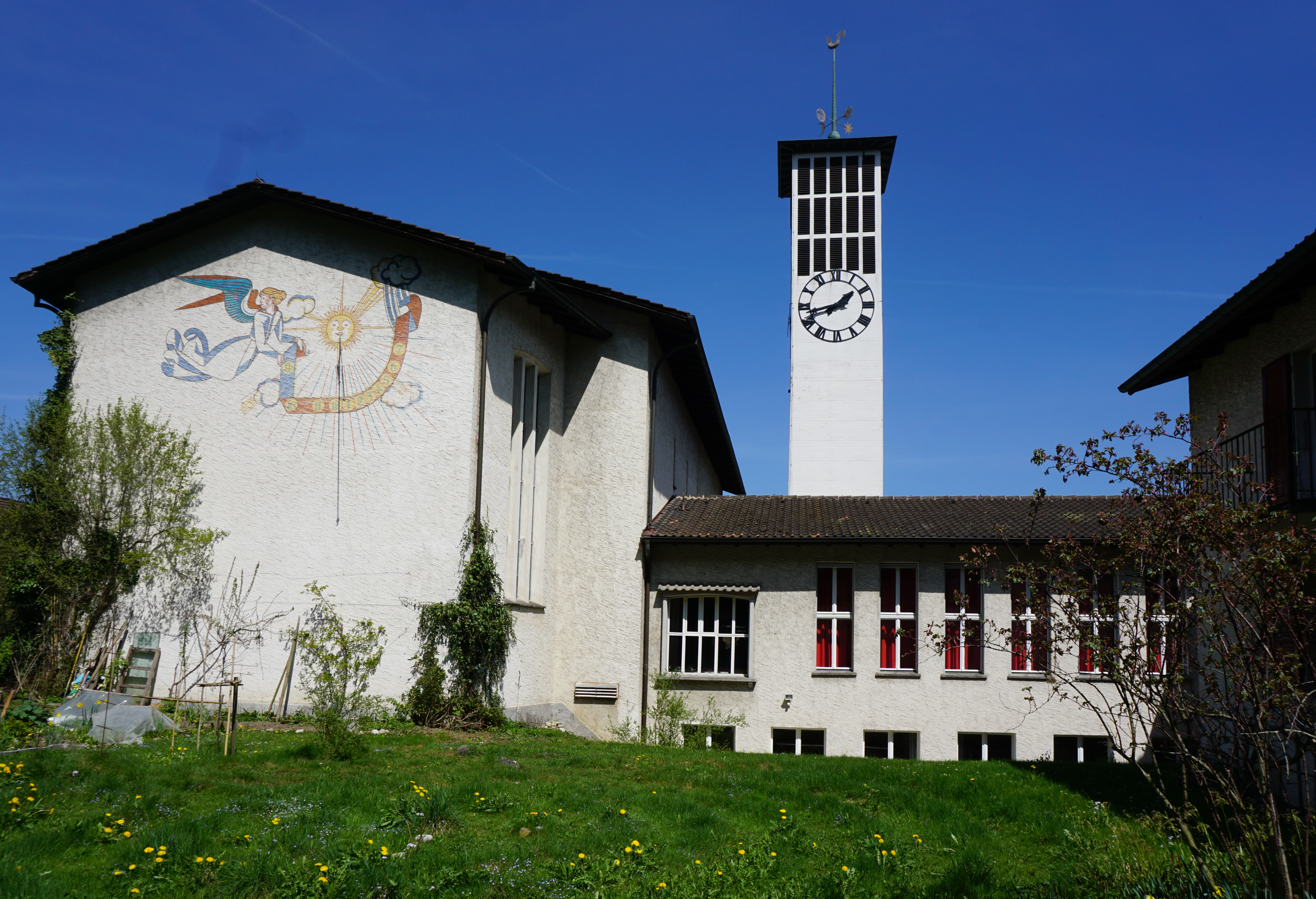
Reformierte Kirche Wabern

Seit 1948 hat die reformierte Kirchgemeinde Wabern eine eigene Kirche. Sie wurde vom einheimischen Architekten Ernst Balmer erbaut.

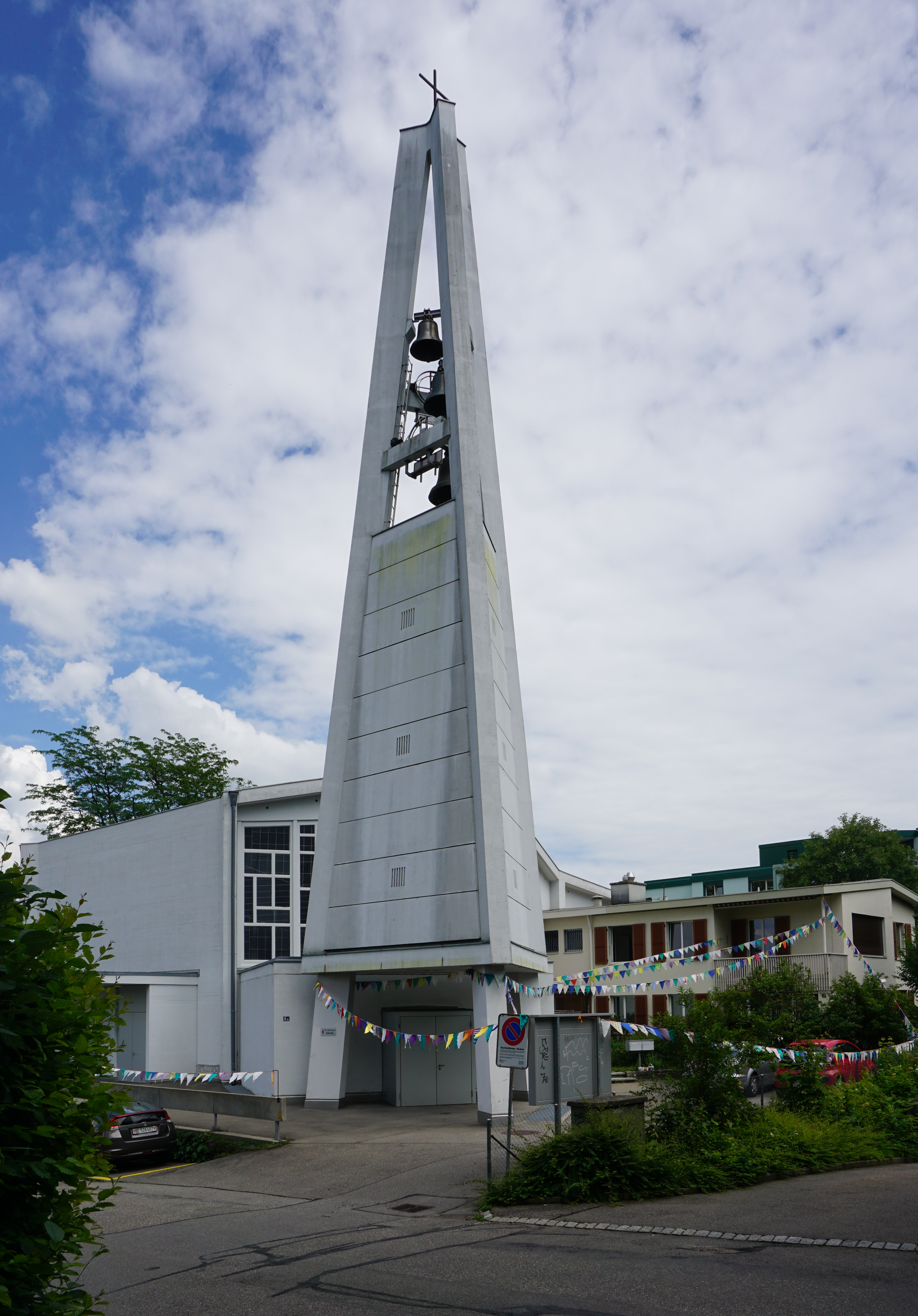
Katholische Kirche St. Michael Wabern

Die katholische Kirchgemeinde baute 1959 die Kirche St. Michael an der Gossetstrasse in Wabern.

## Poststelle
1855 wurde die erste Postablage in Wabern errichtet. 1890 wurde daraus ein Postbüro. Die Poststelle entwickelte sich, und so konnten weitere Briefträgerstellen besetzt und neue Strecken beliefert werden. Die Verkehrs- und Platzverhältnisse stiegen immer mehr an. 1987 konnte die Post die Betriebsräume an der Seftigenstrasse in Betrieb nehmen.

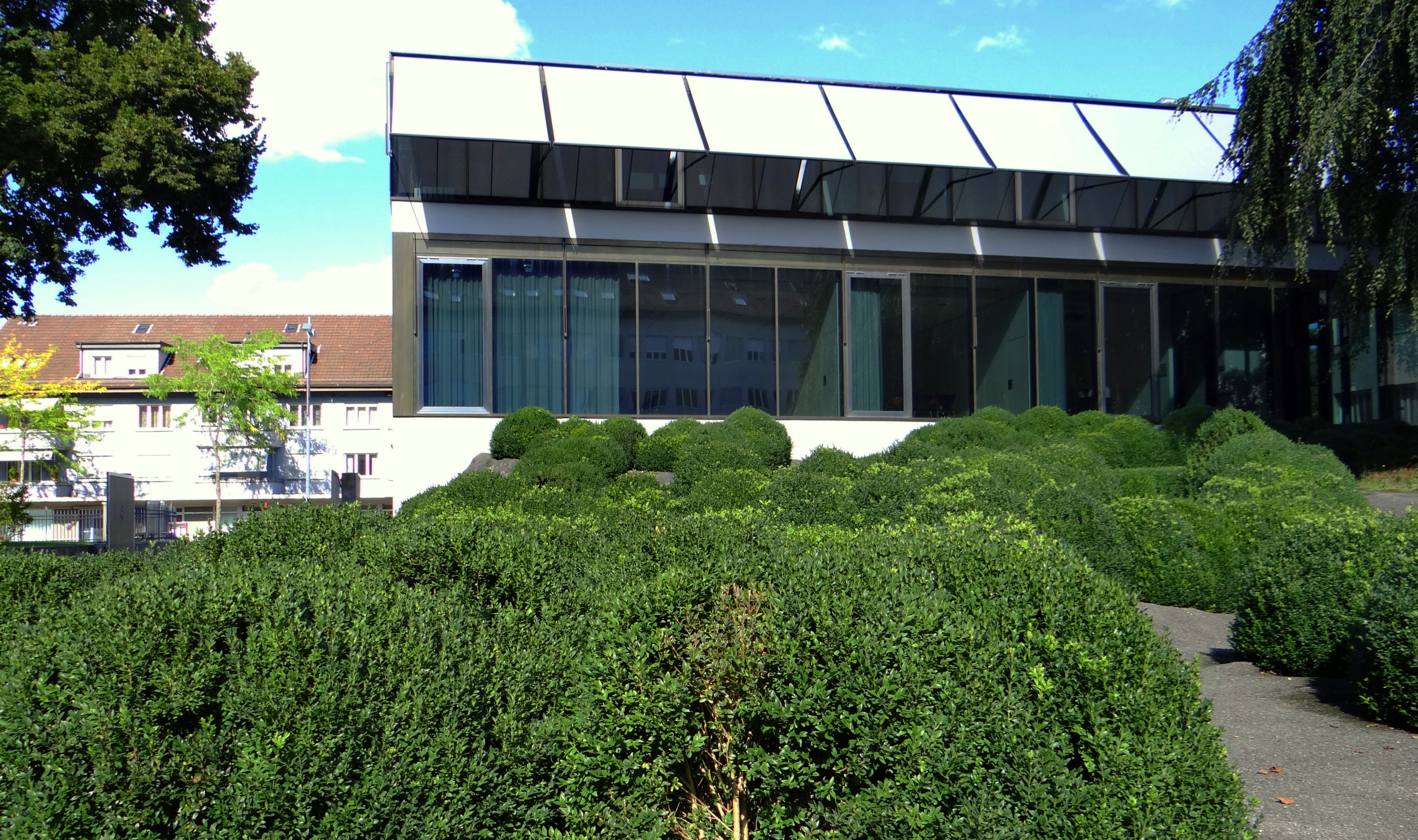
Bundesamt für Landestopografie

## Bundesbehörden
Wabern ist Sitz des schweizerischen Bundesamtes für Landestopografie swisstopo, des Eidgenössischen Instituts für Metrologie METAS und des Staatssekretariats für Migration SEM.

## Sehenswürdigkeiten
- Pronatura Zentrum Eichholz
- Gurten

## Persönlichkeiten

### Mit eigenem Wikipedia-Artikel
- Aloys Sprenger (1813–1893), Orientalist, Professor an der Universität Bern, wohnhaft gewesen in Wabern.
- Hans Wilhelm Auer (1847–1906), Architekt, Erbauer des Parlamentsgebäudes und des Ostflügels des Bundeshauses, wohnhaft gewesen in Wabern.
- Clara von Rappard (1857–1912), Malerin, galt neben Arnold Böcklin als führende Vertreterin des Schweizer Symbolismus, geboren in Wabern.
- Leo Steck (1883–1960), Maler und Schriftsteller, schuf die Betonglasfenster der kath. Kirche St. Michael in Wabern.
- Walter Laedrach (1891–1958), Lehrer, Schriftsteller und Mitherausgeber der Berner Heimatbücher und der Schweizer Heimatbücher, geboren und aufgewachsen in Wabern.
- Robert Schär (1894–1973), Maler, gestaltete Glasfenster in der ref. Kirche Wabern.
- Jean Gebser (1905–1973), Kulturphilosoph, verstorben und beigesetzt in Wabern.
- Claire Rufer (1914–1973), Architektin, entwarf mehrere Ausstellungspavillons für SAFFA 1958, geboren in Wabern.
- Alfred Oberli (1916–2005), Kupferstecher und Kartograf, Experte von Dufour- und Siegfriedkarten, gestorben in Wabern. Seine wertvolle Kartensammlung übergab er als Legat der Landestopografie[40].
- Arthur Bill (1916–2011), Lehrer, Katastrophenhelfer, Ehrendoktor der Universität Bern, geboren in Wabern.
- Linda Geiser (* 1935), Schauspielerin, u. a. in der TV-Serie Lüthi und Blanc sowie als Mutter der Kummerbuben zu sehen, bildende Künstlerin, geboren in Wabern.
- Mani Matter (1936–1972), Mitglied der Berner Troubadours, wohnhaft gewesen in Wabern. Viele seiner Mundartchansons gehören heute in der Deutschschweiz zum allgemeinen Liedgut, etwa Bim Coiffeur oder Hemmige.
- Florin Granwehr (1942–2019), Bildhauer, schuf die Installation Ding 1:X vor dem Bundesamt für Landestopografie.
- Norbert Hochreutener (* 1946), Politiker, Journalist und Buchautor, wohnhaft in Wabern.
- Hans Gottlieb Wägli (1947–2019), Bahnexperte, geboren und aufgewachsen in Wabern.
- Greis (* 1978), Musiker, aufgewachsen in Wabern.
- Tanja Bauer (* 1983), Gemeindepräsidentin Köniz (SP), wohnhaft in Wabern.
- Benjamin Lüthi (* 1988), Fussballspieler (FC Thun und Grasshopper Club Zürich), aufgewachsen in Wabern.

### Ohne eigenen Wikipedia-Artikel
Frieda Hurni (* 19. November 1908 in Büren an der Aare; † 29. März 1995 in Wabern) war Heilpädagogin, Lokalhistorikerin und Trägerin des Waberer Kulturpreises 1994.
1938 wurde sie als Lehrerin an die Förderklasse Wabern und 1949 (andere Quellen berichten von 1947) an die Primarschule gewählt, wo sie bis zu ihrer Pensionierung 1971 an der 1. und 2. Klasse unterrichtete. 1956 schrieb Frieda Hurni anlässlich der Einweihung des Schulhauses Wandermatte ein festliches Theaterspiel, in dem Schülerinnen und Schüler die Schulgeschichte Waberns von den Anfängen bis in die Neuzeit in fünf Bildern darstellten. Ihr Diavortrag über Waberns Vergangenheit stiess beim Publikum und bei der Kulturellen Vereinigung Wabern auf so grosses Interesse, dass sie die akribisch recherchierte Dorfgeschichte 1963 als Buch veröffentlichen konnte. In der zweiten Auflage des Buches von 1980 wird die Entwicklung Waberns weiter beschrieben. 1983 wurde sie vom Könizer Gemeinderat für ihre kulturellen Verdienste geehrt. Über Wabern hinaus bekannt gemacht hat Frieda Hurni ihr umfangreiches Werk über die Entwicklung des Schulwesens der Gemeinde Köniz. Daneben verdanken auch historische Gebäude in Wabern wie der Wabernstock und die Villa Bernau ihr Überleben zu einem grossen Teil dieser engagierten Waberer Persönlichkeit. Vier Monate vor ihrem Tod wurde die schwer kranke, jedoch geistig rege Frieda Hurni mit dem Waberer Kulturpreis für ihr umfangreiches lokalhistorisches Schaffen ausgezeichnet.

#### Werke
- Frieda Hurni: Aus Waberns Vergangenheit. 1. Auflage. In: Berner Zeitschrift für Geschichte und Heimatkunde. Staatsarchiv Bern, 1963 (Helveticat).
- Frieda Hurni: Aus Waberns Vergangenheit. 2., erweiterte Auflage. Kulturelle Vereinigung Wabern, Wabern 1980 (Helveticat).
- Frieda Hurni: Von Schulen in den Dörfferen. Die Entwicklung der bernischen Landschulen von den Anfängen bis zum Beginn des 20. Jahrhunderts, dargestellt am Beispiel der Gemeinde Köniz. Historischer Verein des Kantons Bern, Bern 1989 (Helveticat).
- Frieda Hurni, Martha Vogt, Peter und Rosa Lina Mattmüller-Jenzer: Taubstummen- und Sprachheilschule Wabern, 1824–1974. Taubstummen- und Sprachheilschule, Wabern 1975 (Helveticat).